# زادآوری همیارانه

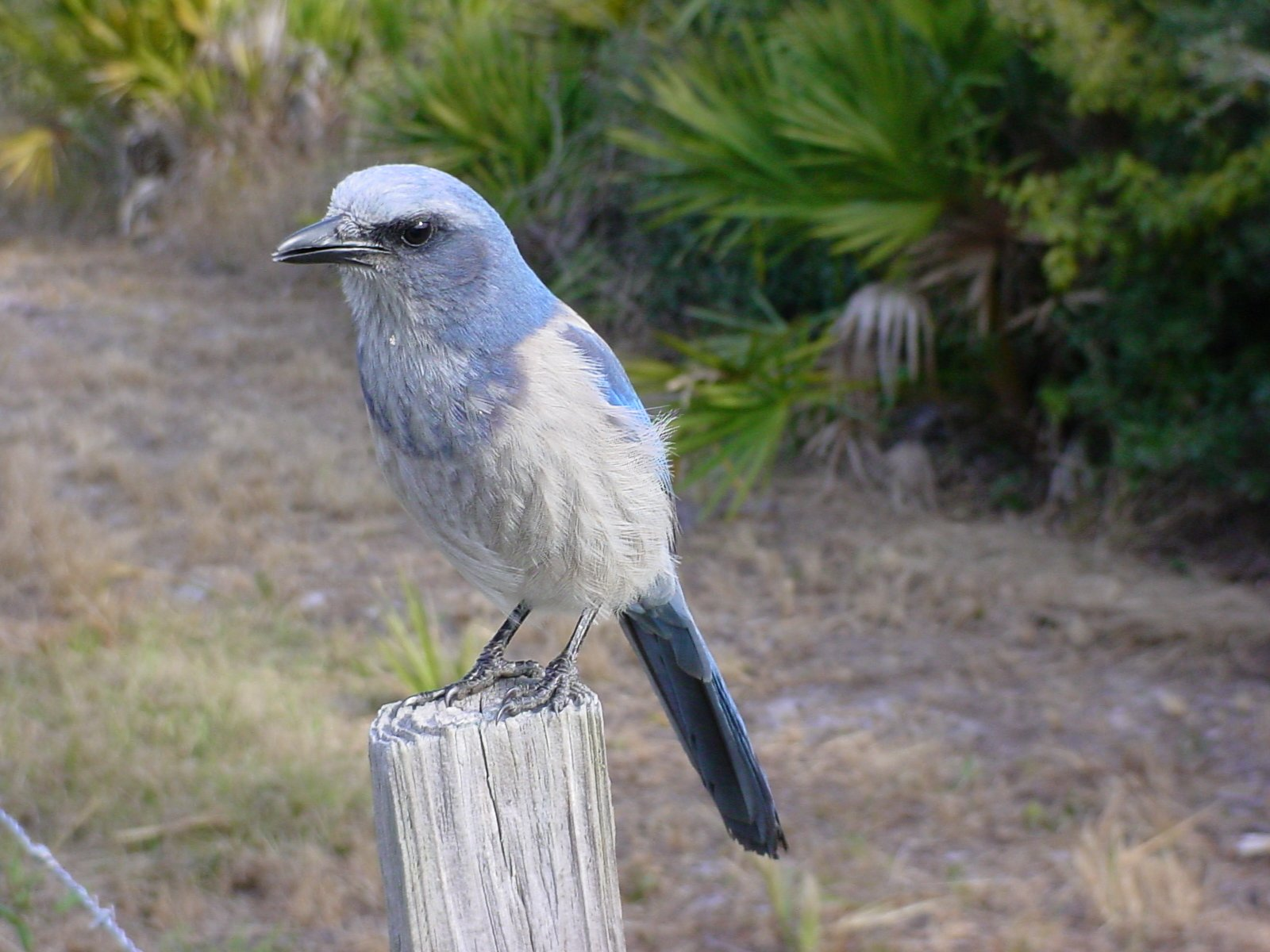
جیجاق بوته‌ای فلوریدا، یکی از گونه‌های زاغ بومی آمریکای شمالی است. این پرنده تنها گونه بومی ایالت فلوریدای ایالات متحده و یکی از تنها ۱۵ گونه بومی ایالات متحده است.

زادآوری همیارانه یا زادآوری همکارانه Cooperative breeding یک نظام اجتماعی که با مراقبت دگروالدینی مشخص می‌شود: فرزندان نه تنها توسط والدین خود مراقبت می‌شوند، بلکه از اعضای گروه اضافی که اغلب یاور (یا یاریگر) نامیده می‌شوند نیز مراقبت می‌شوند. زادآوری همیارانه طیف گسترده‌ای از ساختارهای گروهی را دربر می‌گیرد، از یک جفت زادآور با یاورانی که از یک فصل قبل فرزندان آنها هستند، تا گروه‌هایی با چند نر و ماده زادآور (چندجنسی) و یاورانی که فرزندان بالغ برخی هستند اما نه همه. از زادآوران در گروه، به گروه‌هایی که گاهی یاوران با تولید فرزندان خود به عنوان بخشی از نسل گروه به وضعیت همزادآوری می‌رسند. زادآوری همیاری در گروه‌های طبقه‌بندی شامل پرندگان، پستانداران، ماهیان، و حشرات رخ می‌دهد.